# 2016年世界大賽
2016年世界大賽是美國職棒大聯盟（MLB）2016年球季的總冠軍賽，也是第112屆世界大賽。本屆大賽採七戰四勝制，由國聯冠軍芝加哥小熊隊對上美聯冠軍克里夫蘭印地安人隊，這是雙方首次在季後賽交手。本屆世界大賽舉行於10月25日至11月3日，其中第七戰進行至當地時間11月3日凌晨12點後不久。由於美聯於2016年美國職棒大聯盟全明星賽以4:2獲勝，因此本屆世界大賽由美聯冠軍克里夫蘭印地安人隊取得主場優勢。這屆是最後一次由全明星賽勝負決定主場優勢的世界大賽；自2017年起，將由戰績較好的球隊取得主場優勢。
小熊隊最終以4勝3敗擊敗印地安人隊，取得睽違108年的世界大賽冠軍（也是自1908年以來首座）。小熊隊在第七戰的十局延長賽中以八比七勝出，這是美國職棒史上第五次打到延長賽的第七戰，也是自1997年以來的第一次，巧合的是當年印地安人隊也輸掉該屆的世界大賽。十局開打前開始的大雨，也成了史上首次因雨延遲的第七戰。小熊隊在這個系列賽中從一勝三敗的劣勢中逆轉勝，是繼1925年的匹茲堡海盜隊、1958年的紐約洋基隊、1968年的底特律老虎隊、1979年的匹茲堡海盜隊及1985年的堪薩斯皇家隊以來，第六支以此方式贏得七戰四勝制世界大賽的球隊。
這是小熊隊隊史第十一次參加世界大賽（也是自1945年以來的第一次），既贏得他們隊史第三座世界大賽冠軍，同時也是自1908年以來的第一座，終結了北美職業運動史上最長的世界冠軍荒以及困擾他們已久的山羊魔咒。另一方面，這也是印地安人隊隊史上第六次參加世界大賽（也是自1997年以來的第一次），但它們上一次贏得世界大賽冠軍已是1948年。先前帶領波士頓紅襪隊於2004年及2007年兩度取得世界大賽冠軍的印地安人隊總教練特里·弗兰克纳，無法成為繼卡西·史丹格爾及喬·托瑞後第三位於前三次參加秋季經典賽（世界大賽）都取勝的總教練。
本屆世界大賽備受矚目，因為參賽的小熊隊及印地安人隊，分別擁有最長（108年）及次長（68年）的世界冠軍荒（兩隊共計176年）。系列賽結束後，眾多媒體將第七戰列為經典時刻，而整個系列賽也被評為史上最偉大的世界大賽之一。

## 背景

### 芝加哥小熊隊
這是小熊隊隊史第十一次參加世界大賽，他們前兩座冠軍分別是1907年及1908年所拿下，其他八次參賽（包含1906年、1910年、1918年、1929年、1932年、1935年、1938年及1945年）均鎩羽而歸。
小熊隊是以贏得國聯中區龍頭的身分晉級季後賽，在正規季賽結束時所取得的103勝58敗是該季整個MLB最佳戰績，這也是小熊隊隊史自1945年以來的第一次。本季勝率也是自1935年以最高的一季，同時勝場數也是自1910年以來最多的一季。這次所取得的龍頭頭銜是自分區制度創立以來的第六次，也是自2008年以來的第一次。於是小熊隊以國聯第一種子身分進入到季後賽，先於國聯分區賽中以三勝一敗的戰績擊敗第五種子舊金山巨人隊，再於國聯冠軍賽中以四勝二敗戰績擊敗洛杉磯道奇隊，奪得自1945年以來首座國聯冠軍寶座。
對小熊隊總教練喬·梅登來說，這是他第二次以總教練身分參加世界大賽，前一次他是以坦帕灣光芒隊總教練的身分參加2008年世界大賽，當年他們以1勝4敗的戰績敗給費城費城人隊 。若算入梅登其他教練時期的經歷，這次世界大賽則是第三次參加，因為他曾於2002年作為安納罕天使隊板凳教練的身分參加當年的世界大賽。

### 克里夫蘭印地安人隊
這是印地安人隊隊史第六次參加世界大賽，他們前兩座冠軍分別是1920年及1948年所拿下，他們最近三次（分別是1954年、1995年及1997年）在世界大賽中均鎩羽而歸。
印地安人隊是以贏得美聯中區龍頭的身分晉級季後賽，這次所取得的龍頭頭銜是自分區制度創立以來的第八次，也是自2007年以來的第一次。印地安人作為美國聯盟第二種子，先在美聯分區賽中以三勝零敗的戰績擊敗第三種子波士頓紅襪隊，再於美聯冠軍賽中以四勝一敗的戰績擊敗第四種子多倫多藍鳥隊，奪得美聯冠軍寶座。
對印地安人隊總教練特里·弗蘭克納來說，這是他第三次以總教練身分參加世界大賽，先前則是作為波士頓紅襪隊總教練參加2004年及2007年兩次世界大賽，分別橫掃了聖路易紅雀隊以及科羅拉多洛磯隊，從而兩度奪得世界大賽冠軍。
這是弗蘭克納和梅登第三次在季後賽碰頭，前兩次都由梅登取勝，其中梅登先於2008年率領光芒隊於美聯冠軍賽中擊敗弗蘭克納的紅襪隊，又於2013年美國聯盟外卡晉級賽中率領光芒隊再次擊敗改帶領印地安人隊的弗蘭克納。

### 兩隊出線過程
|  | 外卡賽 （美聯外卡賽、國聯外卡賽） | 外卡賽 （美聯外卡賽、國聯外卡賽） | 外卡賽 （美聯外卡賽、國聯外卡賽） |  |   | 分區賽 （美聯分區賽、國聯分區賽） | 分區賽 （美聯分區賽、國聯分區賽） | 分區賽 （美聯分區賽、國聯分區賽） |              |   | 聯盟冠軍賽 （美聯冠軍賽、國聯冠軍賽） | 聯盟冠軍賽 （美聯冠軍賽、國聯冠軍賽） | 聯盟冠軍賽 （美聯冠軍賽、國聯冠軍賽） |  |  | 世界大賽 | 世界大賽           | 世界大賽 |
|  |                                   |                                   |                                   |  |   |                                   |                                   |                                   |              |   |                                       |                                       |                                       |  |  |          |                    |          |
|  |                                   |                                   |                                   |  |   | 1                                 | 德州遊騎兵                        | 0                                 |              |   |                                       |                                       |                                       |  |  |          |                    |          |
|  | 4                                 | 多倫多藍鳥隊                      | 1                                 |  |   | 4                                 | 多倫多藍鳥隊                      | 3                                 |              |   |                                       |                                       |                                       |  |  |          |                    |          |
|  | 4                                 | 多倫多藍鳥隊                      | 1                                 |  | 4 | 4                                 | 多倫多藍鳥隊                      | 3                                 | 多倫多藍鳥隊 | 1 |                                       |                                       |                                       |  |  |          |                    |          |
|  | 5                                 | 巴爾的摩金鶯隊                    | 0                                 |  | 4 |                                   | 美國聯盟                          | 美國聯盟                          | 美國聯盟     | 1 |                                       |                                       |                                       |  |  |          |                    |          |
|  | 5                                 | 巴爾的摩金鶯隊                    | 0                                 |  | 2 | 克里夫蘭印地安人隊                | 美國聯盟                          | 美國聯盟                          | 美國聯盟     | 4 |                                       |                                       |                                       |  |  |          |                    |          |
|  |                                   |                                   |                                   |  |   | 克里夫蘭印地安人隊                | 2                                 | 克里夫蘭印地安人隊                | 3            | 4 |                                       |                                       |                                       |  |  |          |                    |          |
|  |                                   |                                   |                                   |  |   |                                   | 2                                 | 克里夫蘭印地安人隊                | 3            |   |                                       |                                       |                                       |  |  |          |                    |          |
|  |                                   |                                   |                                   |  |   | 3                                 | 波士頓紅襪隊                      | 0                                 |              |   |                                       |                                       |                                       |  |  |          |                    |          |
|  |                                   |                                   |                                   |  |   |                                   |                                   |                                   |              |   |                                       |                                       |                                       |  |  | AL2      | 克里夫蘭印地安人隊 | 3        |
|  |                                   |                                   |                                   |  |   |                                   |                                   | NL1                               | 芝加哥小熊隊 | 4 |                                       |                                       |                                       |  |  |          |                    |          |
|  |                                   |                                   |                                   |  |   | 1                                 | 芝加哥小熊隊                      | 3                                 |              |   |                                       |                                       |                                       |  |  |          |                    |          |
|  | 4                                 | 紐約大都會隊                      | 0                                 |  |   | 5                                 | 舊金山巨人隊                      | 1                                 |              |   |                                       |                                       |                                       |  |  |          |                    |          |
|  | 4                                 | 紐約大都會隊                      | 0                                 |  | 1 | 5                                 | 舊金山巨人隊                      | 1                                 | 芝加哥小熊隊 | 4 |                                       |                                       |                                       |  |  |          |                    |          |
|  | 5                                 | 舊金山巨人隊                      | 1                                 |  | 1 |                                   | 國家聯盟                          | 國家聯盟                          | 國家聯盟     | 4 |                                       |                                       |                                       |  |  |          |                    |          |
|  | 5                                 | 舊金山巨人隊                      | 1                                 |  | 3 | 洛杉磯道奇隊                      | 國家聯盟                          | 國家聯盟                          | 國家聯盟     | 2 |                                       |                                       |                                       |  |  |          |                    |          |
|  |                                   |                                   |                                   |  |   | 洛杉磯道奇隊                      | 2                                 | 華盛頓國民隊                      | 2            | 2 |                                       |                                       |                                       |  |  |          |                    |          |
|  |                                   |                                   |                                   |  |   |                                   | 2                                 | 華盛頓國民隊                      | 2            |   |                                       |                                       |                                       |  |  |          |                    |          |
|  |                                   |                                   |                                   |  |   | 3                                 | 洛杉磯道奇隊                      | 3                                 |              |   |                                       |                                       |                                       |  |  |          |                    |          |

## 概述
芝加哥小熊隊（國聯）以四勝三敗戰績擊敗克里夫蘭印地安人隊（美聯）
| 場次 | 日期     | 比分                                       | 場地       | 時長                       | 觀眾人數 |
| ---- | -------- | ------------------------------------------ | ---------- | -------------------------- | -------- |
| 1    | 10月25日 | 芝加哥小熊隊 0:6 克里夫蘭印地安人隊        | 進步球場   | 3小時37分鐘                | 38,091人 |
| 2    | 10月26日 | 芝加哥小熊隊 5:1 克里夫蘭印地安人隊        | 進步球場   | 4小時04分鐘                | 38,172人 |
| 3    | 10月28日 | 克里夫蘭印地安人隊 1:0 芝加哥小熊隊        | 瑞格利球場 | 3小時33分鐘                | 41,703人 |
| 4    | 10月29日 | 克里夫蘭印地安人隊 7:2 芝加哥小熊隊        | 瑞格利球場 | 3小時16分鐘                | 41,706人 |
| 5    | 10月30日 | 克里夫蘭印地安人隊 2:3 芝加哥小熊隊        | 瑞格利球場 | 3小時27分鐘                | 41,711人 |
| 6    | 11月1日  | 芝加哥小熊隊 9:3 克里夫蘭印地安人隊        | 進步球場   | 3小時29分鐘                | 38,116人 |
| 7    | 11月2日  | 芝加哥小熊隊 8:7（10局）克里夫蘭印地安人隊 | 進步球場   | 4小時28分鐘 （延遲17分鐘） | 38,104人 |

## 逐場戰況

### 第一戰
| 芝加哥小熊隊 | 0 | 0 | 0 | 0 | 0 | 0 | 0 | 0 | 0 | 0 | 7  | 0 |
| 克里夫蘭印地安人隊 | 2 | 0 | 0 | 1 | 0 | 0 | 0 | 3 | x | 6 | 10 | 0 |
| 勝投： 柯瑞·克魯伯（1勝0敗） 敗投： 喬恩·萊斯特（0勝1敗） 全壘打： 小熊隊：無 印地安人隊：羅伯托·佩雷斯 2（4局下，1分、8局下，3分） 觀眾人數： 38,091人 比賽總記錄 |   |   |   |   |   |   |   |   |   |   |    |   |

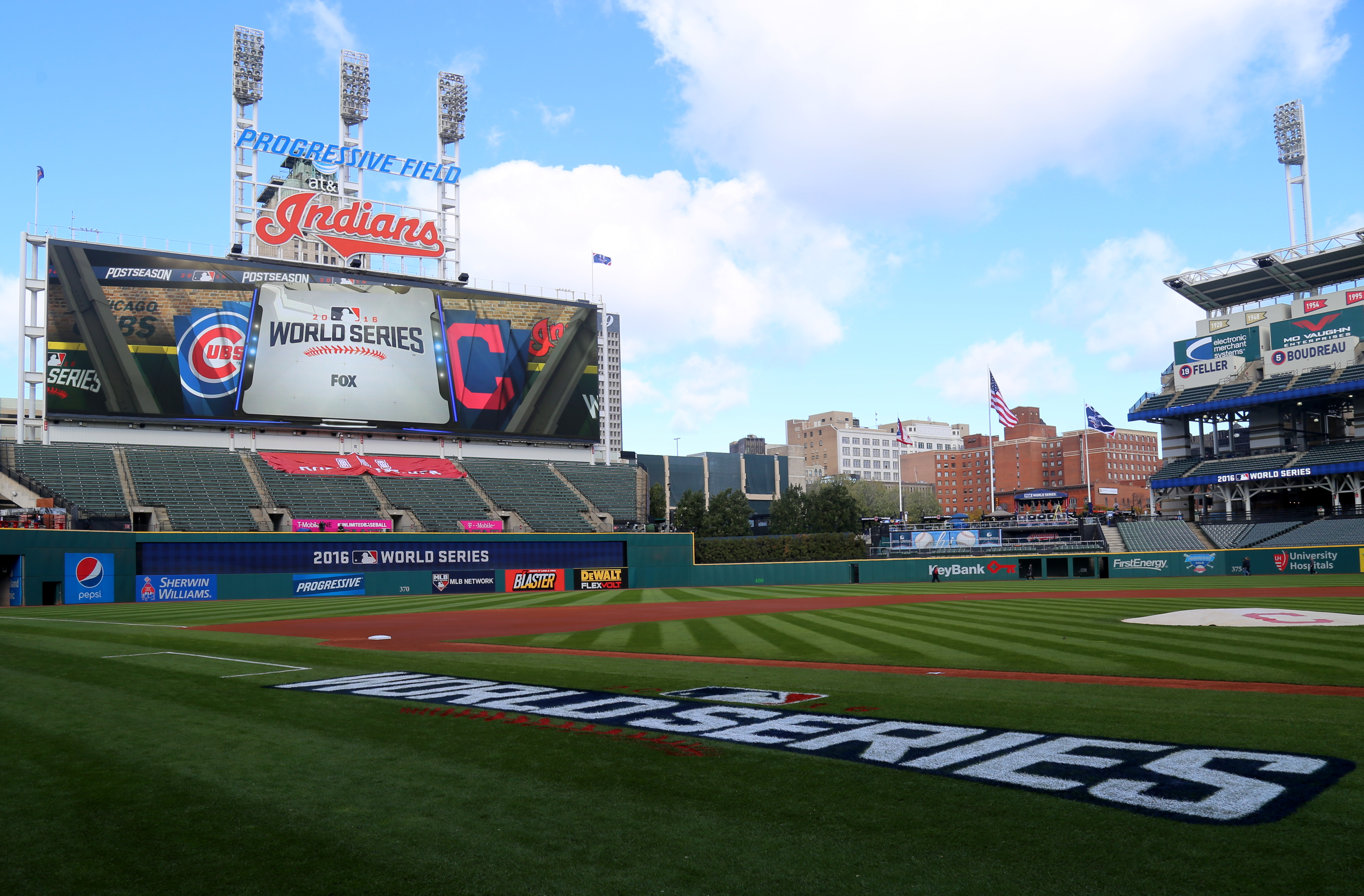
2016年世界大賽第一戰開打前幾小時的進步球場

第一戰開球儀式由前印地安人隊及小熊隊球員肯尼·洛夫頓作為開球貴賓投出第一球。雙方的先發投手分別是柯瑞·克魯伯（印地安人隊）及喬恩·萊斯特（小熊隊）。 凱爾·舒瓦伯在季賽第四場比賽中扭傷左腳韌帶後就錯過了幾乎整年球季，但在本屆世界大賽第一戰中，他以指定打擊的身分重返先發。舒瓦伯被三振兩次，但也打出一支二壘安打並獲得一次保送上壘。這支二壘安打讓舒瓦伯成為投手以外，首位在世界大賽裡打出季賽首安的選手。
克魯伯在前三局就三振了八個打席，創下世界大賽的新紀錄。印地安人隊的羅伯托·佩雷斯在本戰中打出雙響砲，成為史上首位在世界大賽中達成此紀錄的九棒打者、印地安人隊隊史上首位在世界大賽雙響砲球員，以及首位在世界大賽打出雙響砲的波多黎各裔球員。小熊隊先發投手萊斯特第一局一開始就先被打一支一壘安打又送出兩次保送，奉送印地安人隊滿壘局面，接著荷西·拉米瑞茲打出一壘安打送回一分，然後萊斯特對布蘭登·蓋耶爾投出觸身球又送回一分。第四局佩雷斯的陽春砲讓印地安人隊取得3：0領先。到了第八局，小熊隊中繼投手賈斯汀·格林兩出局後先保送了蓋耶爾，然後又被朗尼·奇森霍爾敲出一壘安打，然後接替格林投球的海克特·朗登被佩雷斯敲出當晚的第二發全壘打。儘管安德魯·米勒在第七局陷入滿壘的危機，他最終還是和柯迪·艾倫一同守住最後三局，幫助印地安人隊在系列賽的第一戰中以6：0獲勝。印地安人隊總教練弗蘭克納在世界大賽的連勝場次也推進到九場。
德克斯特·佛勒在第一局的登場讓他成為小熊隊史上第一位登上世界大賽舞台的非裔美國籍球員。

### 第二戰
| 芝加哥小熊隊                                                                             | 1 | 0 | 1 | 0 | 3 | 0 | 0 | 0 | 0 | 5 | 9 | 0 |
| 克里夫蘭印地安人隊                                                                       | 0 | 0 | 0 | 0 | 0 | 1 | 0 | 0 | 0 | 1 | 4 | 2 |
| 勝投： 傑克·艾瑞亞特（1勝0敗） 敗投： 崔佛·鮑爾（0勝1敗） 觀眾人數： 38,172人 比賽總記錄 |   |   |   |   |   |   |   |   |   |   |   |   |

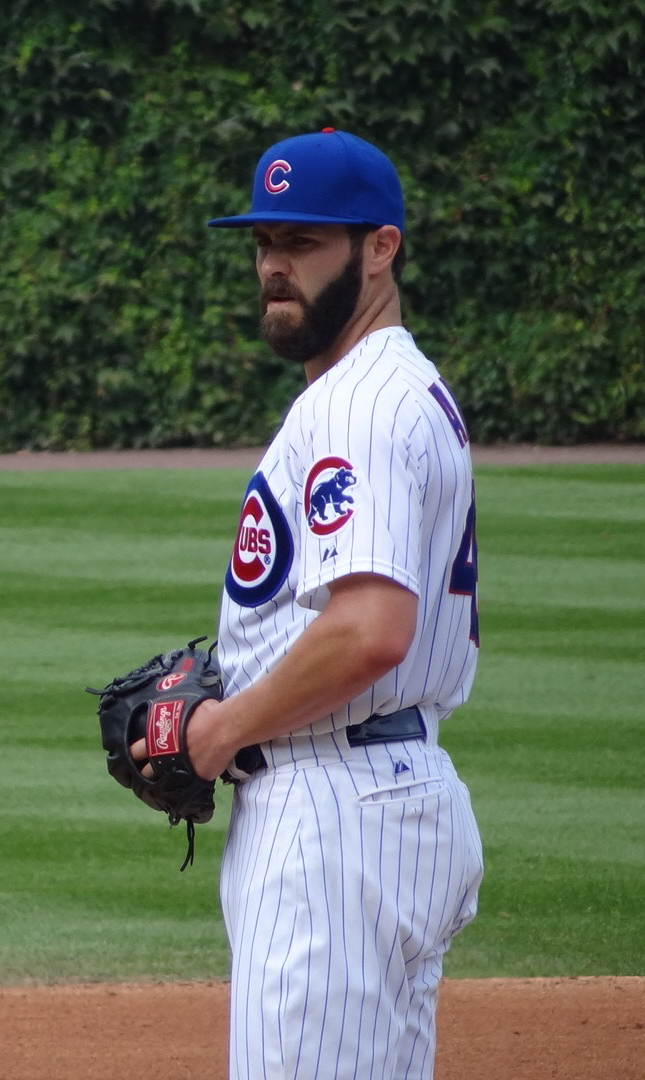
傑克·艾瑞亞特在第二戰中取得勝投。

第二戰的開球貴賓是前印地安人隊球員卡洛斯·貝爾加。由於天氣預報顯示將有大雨的可能，因此本站提前一小時開打。小熊隊為了在此戰中扳平系列賽，他們推出傑克·艾瑞亞特上投手丘對抗印地安人隊的先發投手崔佛·鮑爾，後者仍在治療因修理無人機而割傷的小指。本戰小熊隊先發打線一共有六位球員未滿25歲，創下大聯盟季後賽紀錄。小熊隊第一局先靠克里斯·布萊恩一壘安打上壘，接著安東尼·瑞佐的二壘安打送回布萊恩先馳得點，1：0領先。先發投手艾瑞亞特開局表現也很好，一局下半面對的頭兩名打者都解決出局，雖然後面連續保送兩名打者，但最終以飛球出局結束這個半局。三局上半，小熊隊靠著瑞佐獲得保送以及班·佐布里斯特的一壘安打站上得點圈。接著凱爾·舒瓦伯的一壘安打送回了瑞佐，小熊隊取得2：0領先。鮑爾在四局上半被迫退場，而小熊隊在第五局攻勢又起，瑞佐面對印地安人隊投手薩克·麥克艾利斯特又獲得保送，隨後佐布里斯特的三壘安打將瑞佐送回得分。下一棒舒瓦伯面對布萊恩·蕭擊出一壘安打再添一分，後在形成滿壘的情形下，艾迪生·羅素獲得保送又擠回壘上跑者得一分，小熊隊來到5：0的領先。
艾瑞亞特在後續局數繼續表現可圈可點，六局前僅保送三人而未被打出任何安打。但傑森·基普尼斯第六局的二壘打終結了前者無安打的局面，接著他又靠著滾地球上到三壘，最後在艾瑞亞特整場好投中跑回印地安人隊唯一的一分。艾瑞亞特在被打出另一支一壘安打後，由後援投手麥克·蒙哥馬利接替投球。雙方在第七局互有攻勢，但都無功而返。接著八局下半，麥克·拿坡里擊出一壘安打後，小熊隊守護神阿羅魯迪斯·查普曼登場關門取勝。這場勝利是小熊隊自1945年以來首場世界大賽賽事的勝利，並成功扳平系列賽。而這場敗仗也是印地安人隊總教練特里·弗蘭克納在世界大賽中的首敗。

### 第三戰
| 克里夫蘭印地安人隊 | 0 | 0 | 0 | 0 | 0 | 0 | 1 | 0 | 0 | 1 | 8 | 1 |
| 芝加哥小熊隊 | 0 | 0 | 0 | 0 | 0 | 0 | 0 | 0 | 0 | 0 | 5 | 0 |
| 勝投： 安德魯·米勒（1勝0敗） 敗投： 小卡爾·愛德華茲（0勝1敗） 救援成功： 柯迪·艾倫（1救援成功） 觀眾人數： 41,703人 比賽總記錄 |   |   |   |   |   |   |   |   |   |   |   |   |

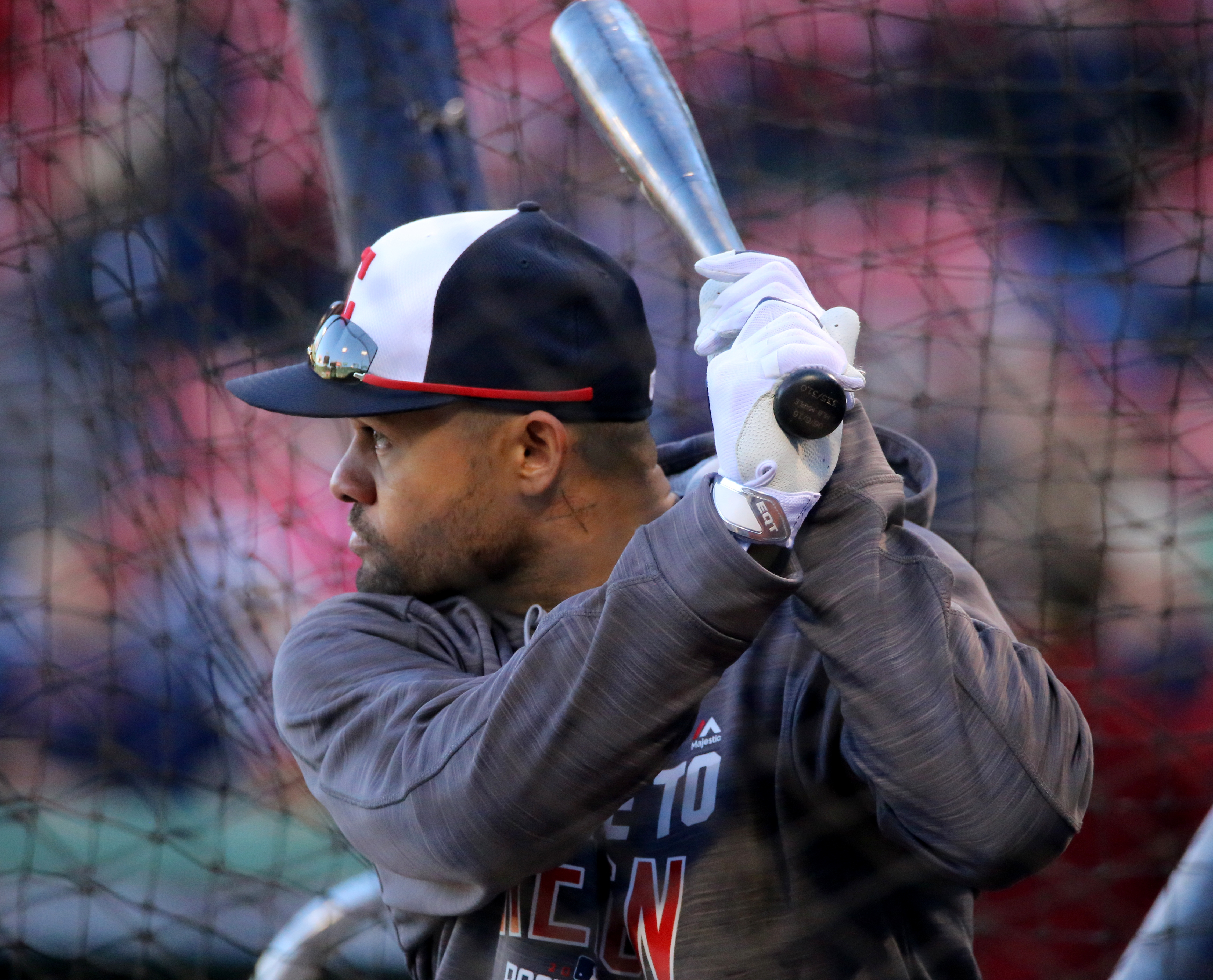
可可·克里斯普在第三戰中打回兩隊唯一的一分。

第三戰，前小熊隊球員比利·威廉斯作為開球貴賓投出第一球，喜劇演員比爾·莫瑞則在第七局中場休息時演唱「帶我去看棒球賽」，以致敬小熊隊在世界大賽的第一場晚間主場賽事。雙方的先發投手分別是凱爾·漢崔克斯（小熊隊）及賈許·湯姆林（印地安人隊）。
本戰唯一的一分出現在七局上半，印地安人隊的可可·克里斯普打出一支一壘安打，將三壘上的邁克爾·馬丁內斯送回得分。印地安人隊的投手群賈許·湯姆林、安德魯·米勒、布萊恩·蕭及柯迪·艾倫聯手完封了小熊隊。艾倫在九局下半讓哈維爾·巴耶茲揮棒落空三振出局結束了比賽，留下得點圈有超前分的殘壘，並取得他生涯中第六次季後賽救援成功的紀錄。這也是小熊隊在2016年季後賽期間第四次被完封而敗的比賽。

### 第四戰
| 克里夫蘭印地安人隊 | 0 | 2 | 1 | 0 | 0 | 1 | 3 | 0 | 0 | 7 | 10 | 0 |
| 芝加哥小熊隊 | 1 | 0 | 0 | 0 | 0 | 0 | 0 | 1 | 0 | 2 | 7  | 2 |
| 勝投： 柯瑞·克魯伯（2勝0敗） 敗投： 約翰·雷基（0勝1敗） 全壘打： 印地安人隊：卡洛斯·桑塔納（2局上，1分）、傑森·基普尼斯（7局上，3分） 小熊隊：德克斯特·佛勒（8局下，1分） 觀眾人數： 41,706人 比賽總記錄 |   |   |   |   |   |   |   |   |   |   |    |   |

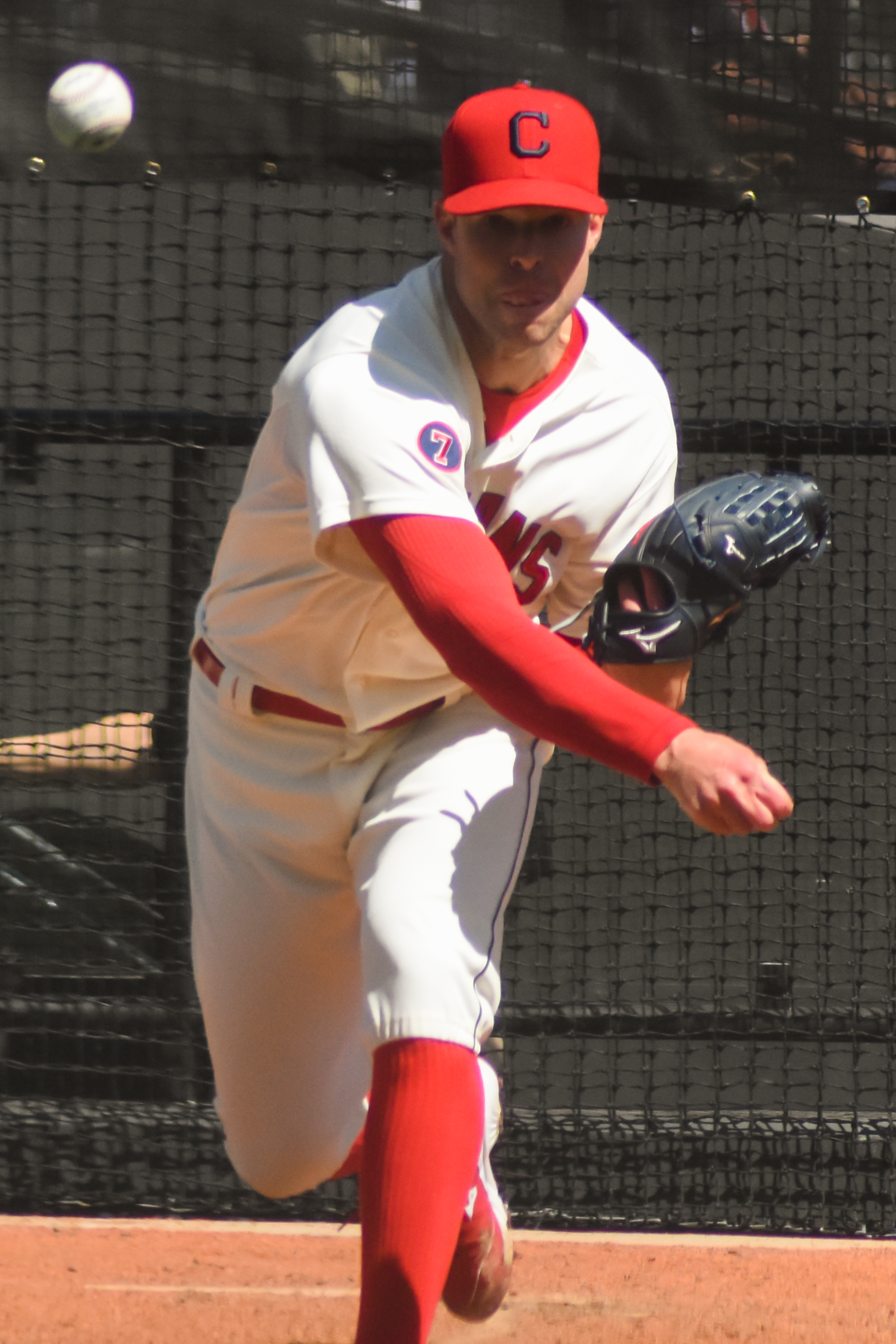
柯瑞·克魯伯在第四戰中取得他個人於本次世界大賽的第二勝。

第四戰開球貴賓由前小熊隊投手葛瑞格·麥達克斯及佛格森·簡金斯擔任，而演員文斯·沃恩則在第七局中場休息時演唱「帶我去看棒球賽」。
小熊隊在一局下半一出局後先靠安東尼·瑞佐的一壘安打上壘，接著德克斯特·佛勒打出二壘安打送回瑞佐先馳得點，但印地安人隊先發投手柯瑞·克魯伯之後一直到六局被總教練弗蘭克納換下前都未再失分。二局上半，卡洛斯·桑塔納面對小熊隊先發投手約翰·雷基先敲出追平轟，接著在兩人在壘情形下，克魯伯敲出一壘安打送回超前分，印地安人隊2：1領先，而小熊隊的克里斯·布萊恩該局就失誤了兩次。三局上半，在法蘭西斯科·林多爾敲出一壘安打後，傑森·基普尼斯又補上二壘安打後印地安人隊再得一分。六局上半，印地安人隊兩人在壘的情形下，朗尼·奇森霍爾面對小熊隊投手麥克·蒙哥馬利打出高飛犧牲打又添一分，印地安人隊4：1領先。七局上半，賈斯汀·格林先被打一支二壘安打，接著又在一出局後投出觸身球，小熊隊換投崔維斯·伍德，但卻被基普尼斯敲出三分砲，印地安人隊7：1領先。小熊隊在第八局靠著德克斯特·佛勒對安德魯·米勒打出的陽春砲追回一分，這是後者在當年季後賽被打出的第一支全壘打。此戰取勝後，印地安人隊在世界大賽中已經聽牌，只要再取一勝即可捧回冠軍獎盃。

### 第五戰
| 克里夫蘭印地安人隊 | 0 | 1 | 0 | 0 | 0 | 1 | 0 | 0 | 0 | 2 | 6 | 1 |
| 芝加哥小熊隊 | 0 | 0 | 0 | 3 | 0 | 0 | 0 | 0 | x | 3 | 7 | 0 |
| 勝投： 喬恩·萊斯特（1勝1敗） 敗投： 崔佛·鮑爾（0勝2敗） 救援成功： 阿羅魯迪斯·查普曼（1救援成功） 全壘打： 印地安人隊：荷西·拉米瑞茲（2局上，1分） 小熊隊：克里斯·布萊恩（4局下，1分） 觀眾人數： 41,711人 比賽總記錄 |   |   |   |   |   |   |   |   |   |   |   |   |

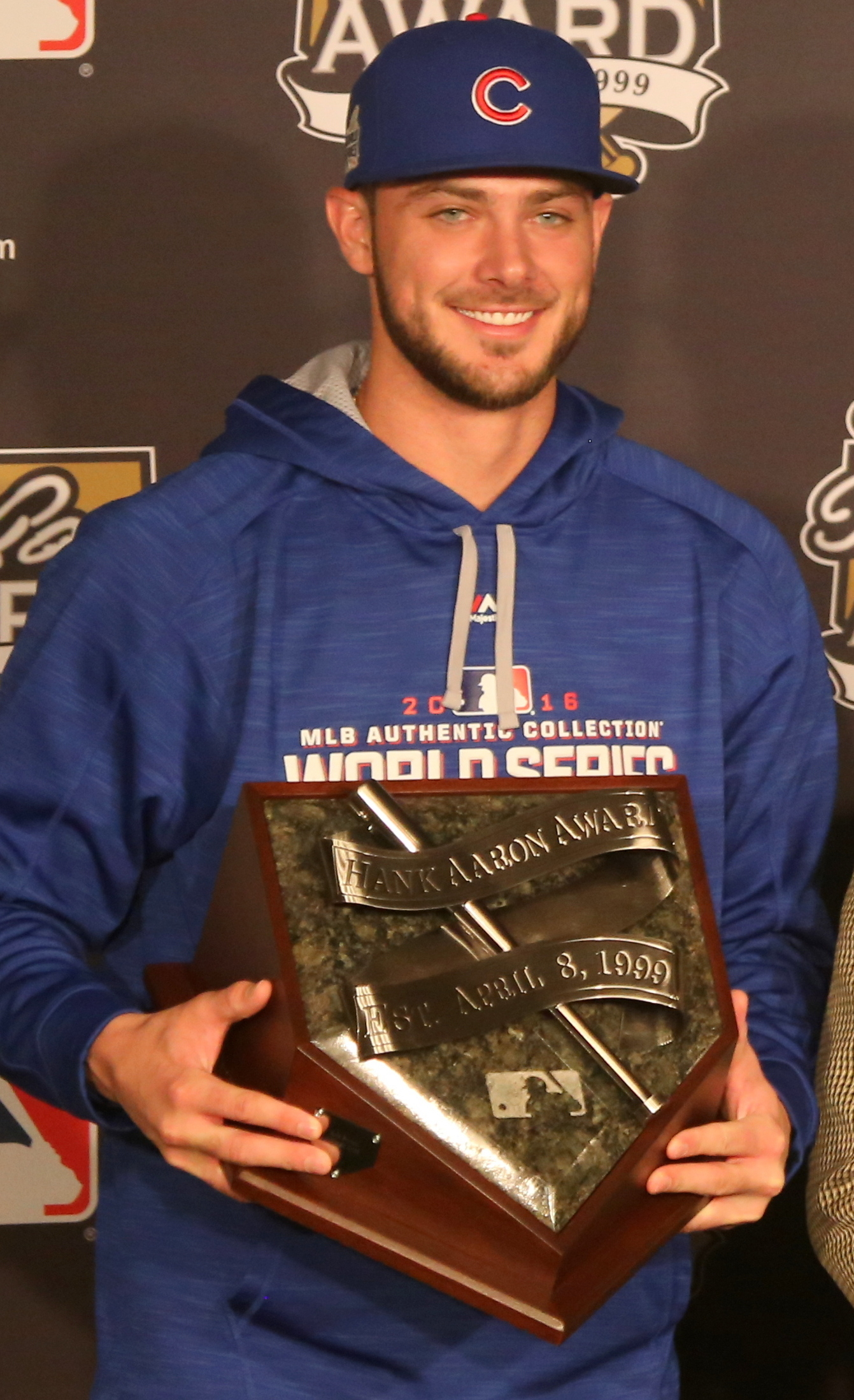
小熊隊的克里斯·布萊恩在第五戰中敲出全壘打。

第五戰，前小熊隊球星及名人堂成員萊恩·桑柏格作為開球貴賓投出第一球，而歌手艾迪·維達則在第七局中場休息時演唱「帶我去看棒球賽」。二局上半，荷西·拉米瑞茲面對喬恩·萊斯特敲出陽春砲，為印地安人隊先馳得點，但瀕臨淘汰邊緣的小熊隊在四局下半大舉反攻，從崔佛·鮑爾手中打下三分超前：首先克里斯·布萊恩敲出陽春砲追平，接著安東尼·瑞佐和班·佐布里斯特分別敲出二壘安打及一壘安打上壘，隨後艾迪生·羅素敲出帶有一分打點的一壘安打，小熊隊二比一領先。下一棒傑森·海沃德遭到三振後，哈維爾·巴耶茲的觸擊安打先讓佐布里斯特上到三壘，再靠著大衛·羅斯的高飛犧牲打送回一分，讓小熊隊取得3：1領先。印地安人隊在六局上半，靠著法蘭西斯科·林多爾的一壘安打送回二壘跑者拉傑·戴維斯，將比數追成2：3。七局上半，在面臨二壘有人的情形下，小熊隊總教練梅登決定推出阿羅魯迪斯·查普曼上火線救援。查普曼最終投了二又三分之二局無失分，成功關門獲得本屆世界大賽首次救援成功，以及當屆季後賽的第四次救援成功。

### 第六戰
| 芝加哥小熊隊 | 3 | 0 | 4 | 0 | 0 | 0 | 0 | 0 | 2 | 9 | 13 | 0 |
| 克里夫蘭印地安人隊 | 0 | 0 | 0 | 1 | 1 | 0 | 0 | 0 | 1 | 3 | 6  | 1 |
| 勝投： 傑克·艾瑞亞特（2勝0敗） 敗投： 賈許·湯姆林（0勝1敗） 全壘打： 小熊隊：克里斯·布萊恩（1局上，1分）、艾迪生·羅素（3局上，4分）、安東尼·瑞佐（9局上，2分） 印地安人隊：傑森·基普尼斯（5局下，1分） 觀眾人數： 38,116人 比賽總記錄 |   |   |   |   |   |   |   |   |   |   |    |   |

1948年印地安人隊冠軍隊的最後一名僅存球員艾迪·羅賓森也來到舉行第六戰的進步球場。而第六戰的開球貴賓，是前印地安人隊投手丹尼斯·馬丁尼茲。

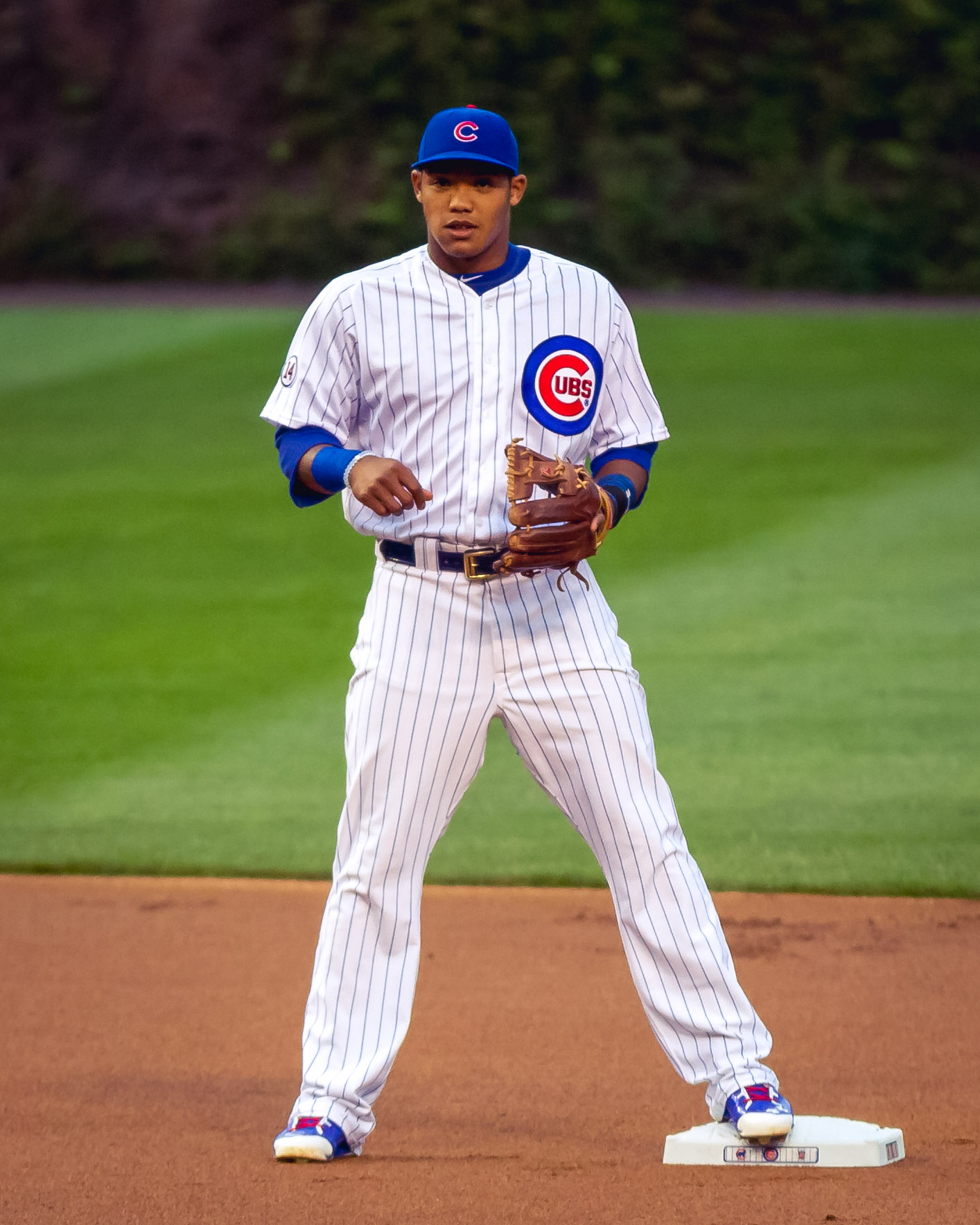
艾迪生·羅素在第六戰中打出六分打點，追平系列賽的紀錄。

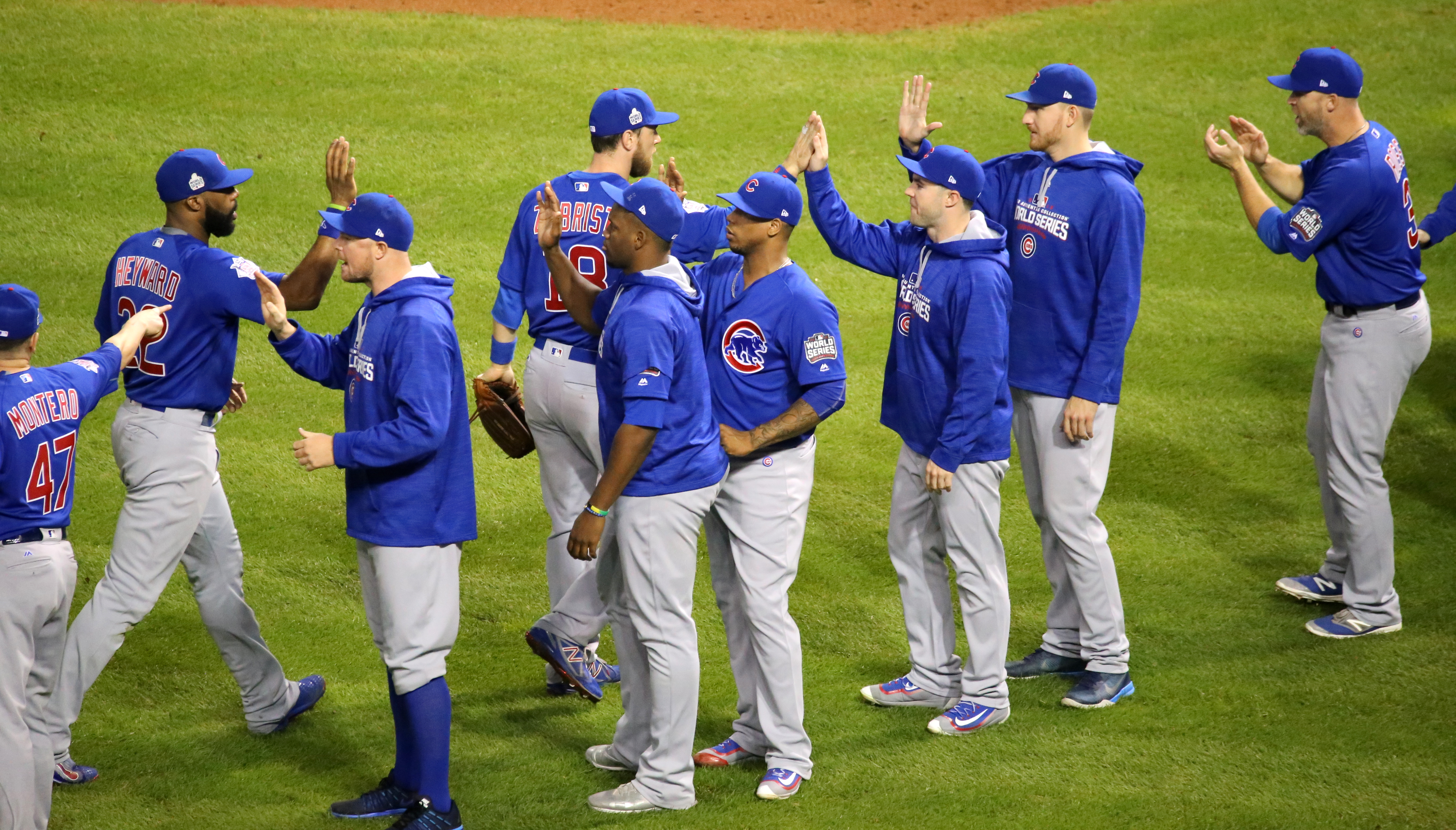
在第六戰中以9：3擊敗印地安人隊後，小熊隊的球員正在慶祝此一勝果

小熊隊在第一局兩出局之後連得三分，賈許·湯姆林面對小熊隊打線先被克里斯·布萊恩敲出陽春砲，接著又被打兩支一壘安打，隨後艾迪生·羅素的二壘安打送回兩分。三局上半，小熊隊靠著一次保送及兩支一壘安打製造滿壘機會，也將湯姆林打下場，接替他投球的是印地安人隊的丹·奧特羅。但羅素趁著此換投之際轟出世界大賽歷史上第19支滿貫全壘打，也將小熊隊的領先擴大到7：0。羅素這發滿貫彈是繼2005年芝加哥白襪隊的保羅·柯諾可後，世界大賽中所出現的第一發滿貫全壘打，也是繼1992年隆尼·史密斯以來第一次有客隊球員在世界大賽擊出滿貫全壘打。四局下半，印地安人隊的麥克·拿坡里打出一壘安打，將先前打出二壘安打而上到得點圈的傑森·基普尼斯送回本壘，比數追成1：7。五局下半，基普尼斯將球打到左外野全壘打牆外，再追回一分，比數7：2。九局上半兩出局一人在壘，小熊隊安東尼·瑞佐敲出兩分砲再次改寫比數為9：2。九局下半，阿羅魯迪斯·查普曼保送了該局第一名打者布蘭登·蓋耶爾，隨後由佩卓·史卓普接替投球。結果史卓普解決一人後卻發生暴投讓蓋耶爾上到二壘，然後羅伯托·佩雷斯打出安打送回蓋耶爾，將比數追成3：9，然而佩雷斯在拚二壘的時候遭到觸殺，形成兩出局。在卡洛斯·桑塔納獲得保送後，小熊隊換投崔維斯·伍德，最後讓傑森·基普尼斯擊出近距飛球出局結束本戰，將系列賽延長到第七戰。
艾迪生·羅素在本戰中打出六分打點，追平世界大賽單場的紀錄。艾瑞亞特成為繼1967年鮑勃·吉布森以來，第一位在世界大賽中奪得兩場客場勝投的國聯先發投手。

### 第七戰
| 芝加哥小熊隊 | 1 | 0 | 0 | 2 | 2 | 1 | 0 | 0 | 0 | 2 | 8 | 13 | 3 |
| 克里夫蘭印地安人隊 | 0 | 0 | 1 | 0 | 2 | 0 | 0 | 3 | 0 | 1 | 7 | 11 | 1 |
| 勝投： 阿羅魯迪斯·查普曼（1勝0敗） 敗投： 布萊恩·蕭（0勝1敗） 救援成功： 麥克·蒙哥馬利（1救援成功） 全壘打： 小熊隊：德克斯特·佛勒（1局上，1分）、哈維爾·巴耶茲（5局上，1分）、大衛·羅斯（6局上，1分） 印地安人隊：拉傑·戴維斯（8局下，2分） 觀眾人數： 38,104人 比賽總記錄 |   |   |   |   |   |   |   |   |   |   |   |    |   |

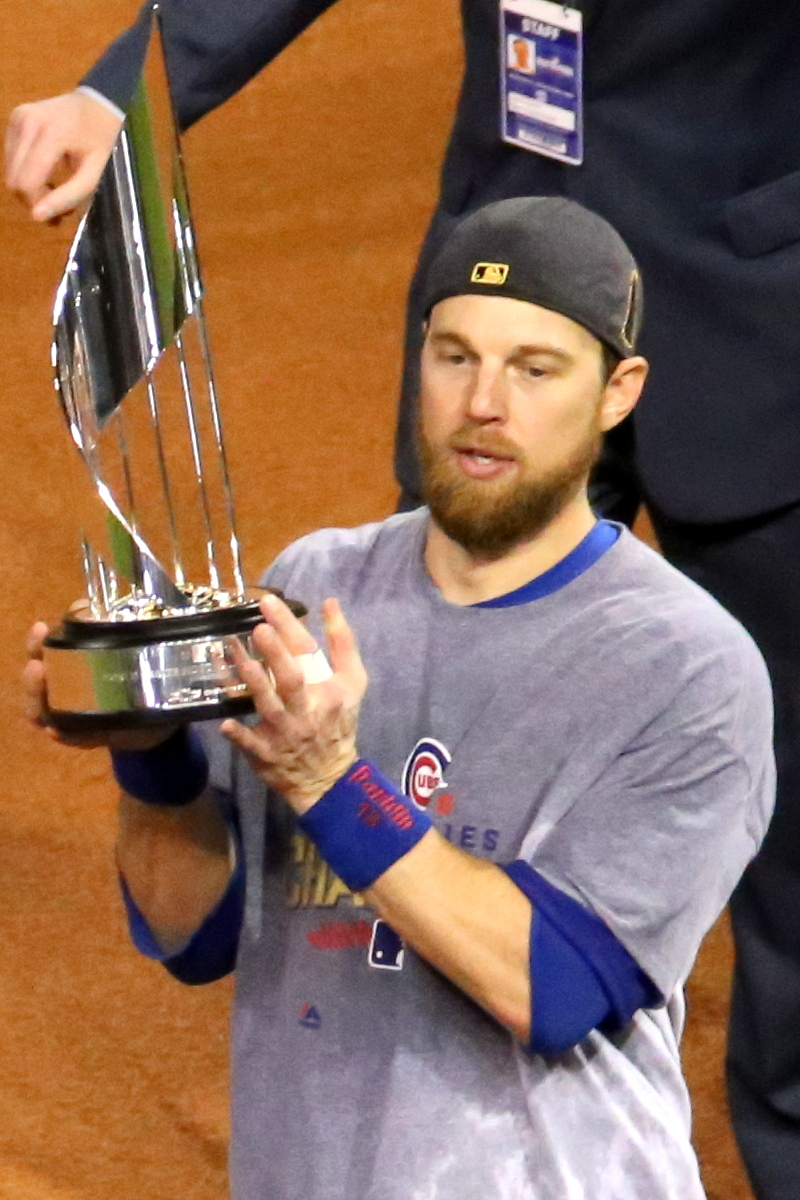
班·佐布里斯特贏得世界大賽最有價值球員獎

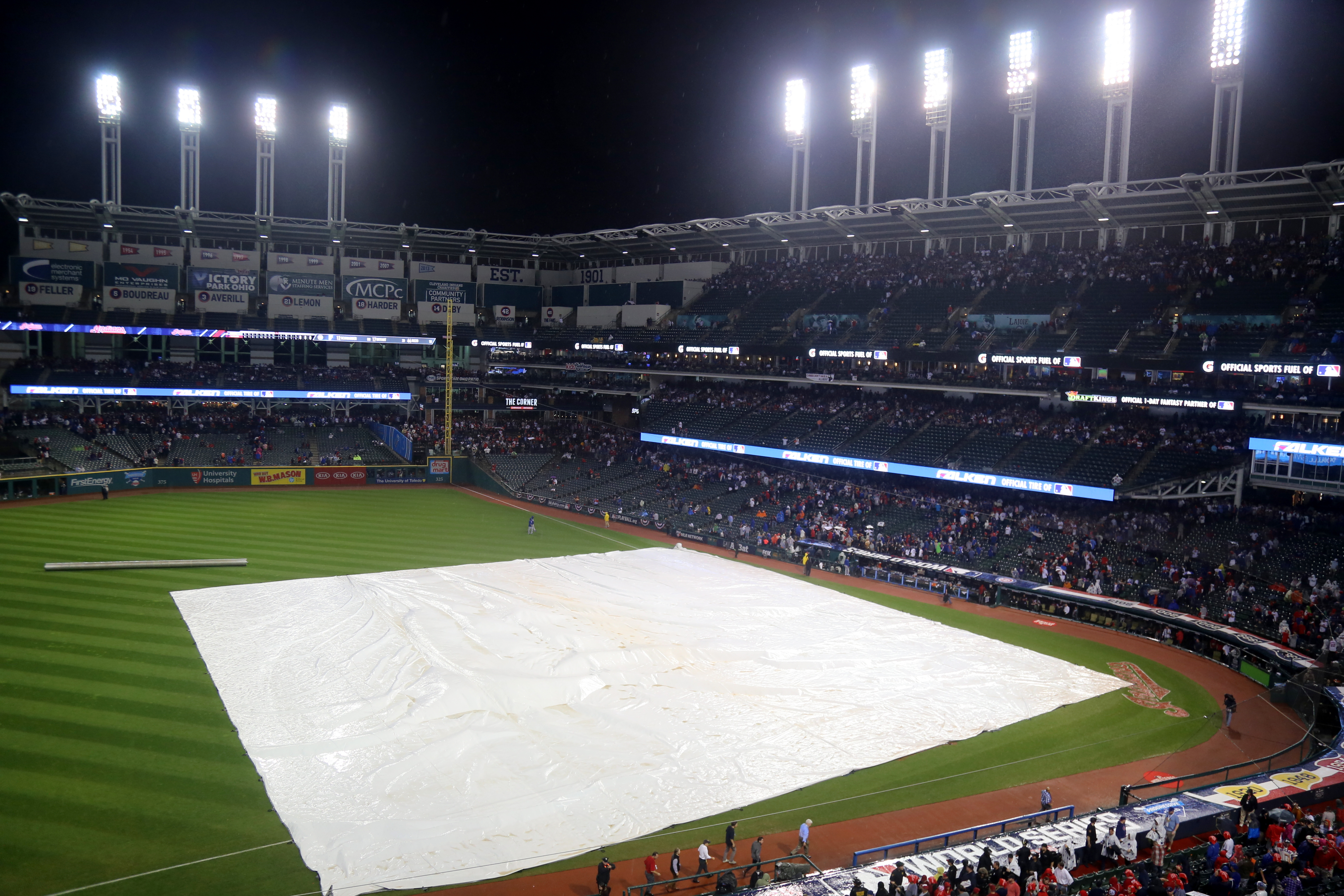
17分鐘因雨延遲期間，在球場上的篷布

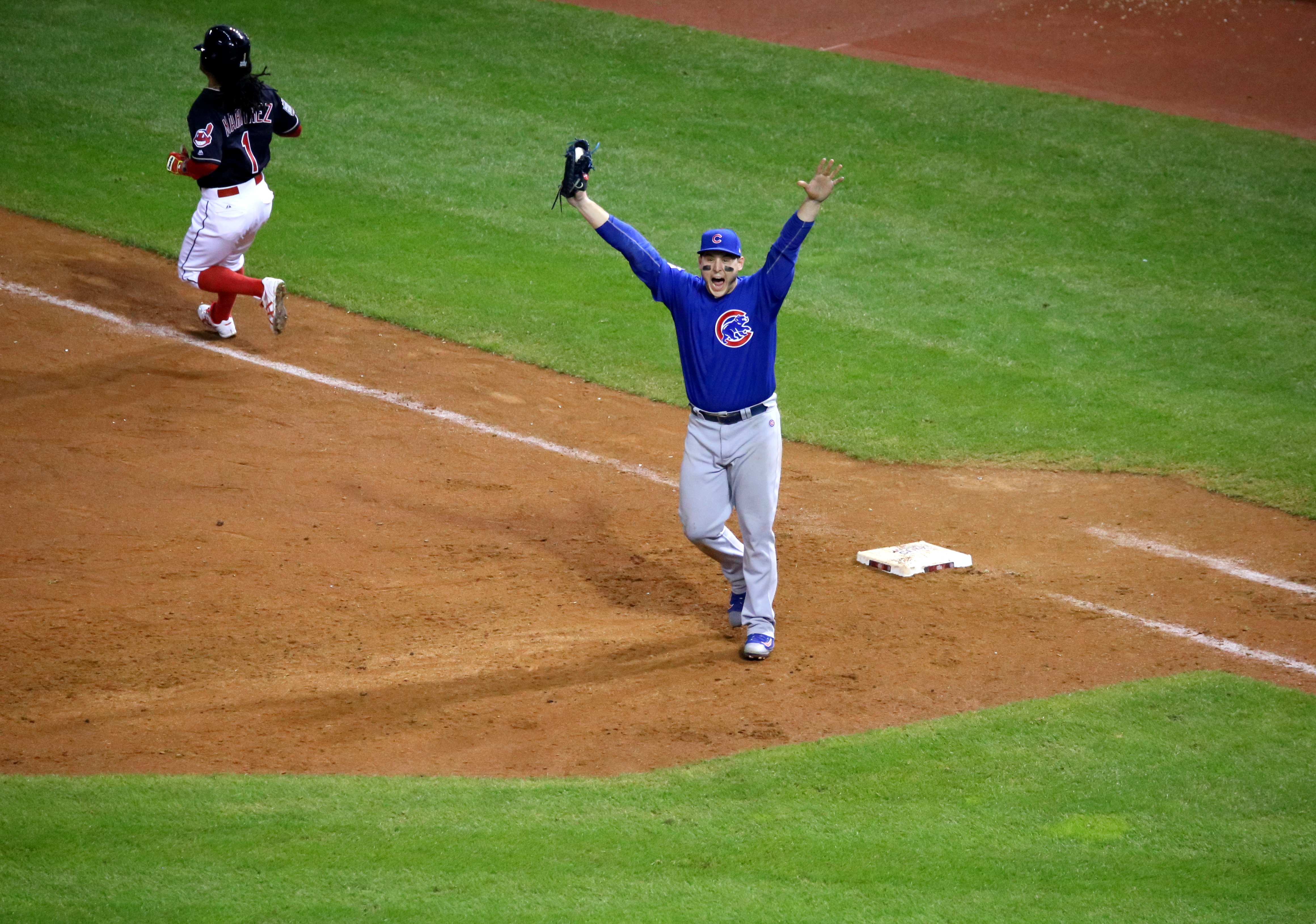
小熊隊一壘手安東尼·瑞佐接到球封殺往一壘跑的打者後，正在慶祝他們完結了2016年的世界大賽

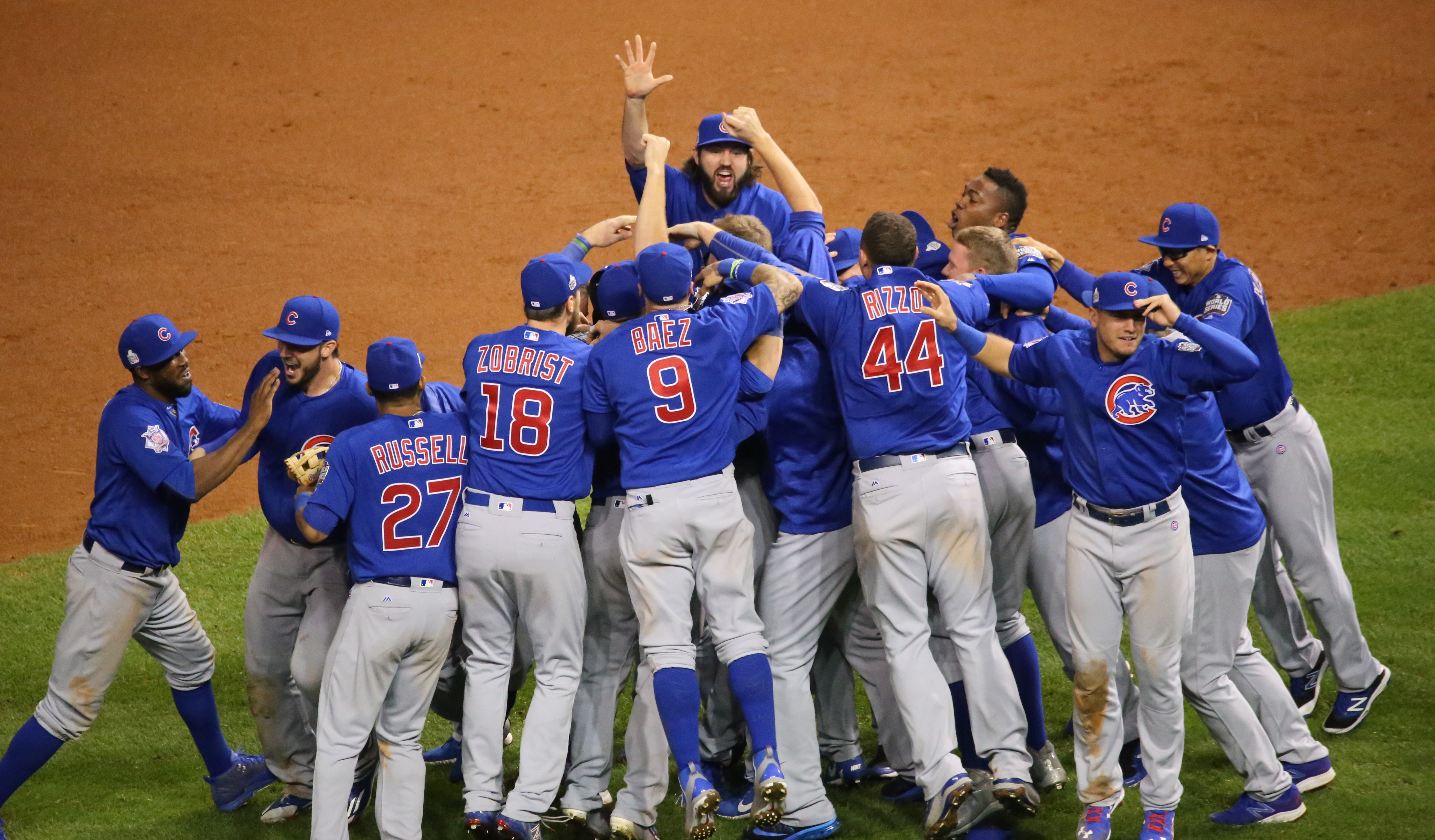
芝加哥小熊隊正在慶祝他們奪得世界大賽的勝利

本次世界大賽第七戰將是場經典，有人稱其為世界大賽歷史上最偉大的第七戰，並將其與1960年、1991年和2001年的戲劇性和張力相比。第七戰的開球貴賓是前印地安人隊球員吉姆·湯米。雙方的先發投手，分別是曾代表小熊隊於第三戰先發的季賽防禦率王凱爾·漢崔克斯，以及曾代表印地人隊於第一戰及第四戰先發的柯瑞·克魯伯，後者僅休息三天便上場。賽前，克魯伯在本季季後賽的戰績為四勝一敗，防禦率0.89。
德克斯特·佛勒第一局首打席面對克魯伯就敲出全壘打，成為第一位在世界大賽第七戰打出首打席全壘打的球員。印地安人隊在三局下半靠著可可·克里斯普二壘安打及羅伯托·佩雷斯的犧牲觸擊上到三壘，再藉由卡洛斯·桑塔納一分打點的一壘安打追平比數。四局上半，小熊隊一出局一三壘有人，艾迪生·羅素打出中外野不遠的飛球被接殺，但三壘跑者克里斯·布萊恩跑壘相當積極，於接殺後從三壘迅速跑向本壘，並滑過捕手的觸殺碰到本壘得分，接著威爾遜·康崔拉斯的二壘安打再添一分，小熊隊3：1領先。五局上半，哈維爾·巴耶茲瞄準第一球就打出全壘打將比數改寫為4：1，而克魯伯也被打下投手丘退場。接替投球的是美聯冠軍賽MVP安德魯·米勒，但她上來先保送了布萊恩，隨後布萊恩又積極盜上二壘，然後米勒又讓安東尼·瑞佐敲出帶有一分打點的一壘安打，比數變成5：1。五局下半，漢崔克斯成功解決前兩名打者，接著保送了桑塔納，說服總教練喬·梅登換投。梅登此次決定與系列賽裡的其他指令之後都讓他備受批評，因為看起來當時似乎是太早換下。
第一戰及第五戰的先發投手喬恩·萊斯特登場中繼，這是他自2007年美聯冠軍賽以來的第一次，而那年碰到的正好也是印地安人隊。大衛·羅斯的傳球失誤讓傑森·基普尼斯及壘上的桑塔納分別推進到二壘及三壘。之後萊斯特一個彈到羅斯捕手頭盔上的暴投，讓桑塔納和基普尼斯都回來得分，比數追近到3：5。六局上半，39歲的羅斯將功贖罪，在他生涯最後一個打數打出全壘打，不只讓小熊隊的領先來到6：3，他本人也成為史上在世界大賽第七戰最年長擊出全壘打的球員。
到了八局上半，萊斯特先解決了前兩名打者，但在被荷西·拉米瑞茲及出一壘安打後被換下。儘管小熊隊當時已領先不少，但梅登總教練仍決定啟用第五戰已投42球且第六戰也曾上場的阿羅魯迪斯·查普曼。結果被印地安人隊布蘭登·蓋耶爾剛好打出一支二壘安打送回一分，比數6：4。下一棒是印地安人隊中外野手拉傑·戴維斯，他生涯僅55轟而本季也僅有11轟，且本次季後賽打擊率只有1成32，但他奇蹟似的從查普曼手中敲出兩分砲，這發全壘打僅僅剛好越過左外野全壘打牆及左外野全壘打標竿，將壘上的蓋耶爾一併送回，比數追平成6：6。戴維斯這發全壘打是世界大賽第七戰歷史中，最新一發追平轟。許多球迷及查普曼本人都認為第六戰不必要的上場讓他搞砸了領先優勢。「28號查普曼表示，他覺得第七戰自己『有點不一樣』，而這個疲勞影響了他自己的表現。」 
小熊隊搞砸了九局上半的得分機會：大衛·羅斯首先獲得保送，傑森·海沃德打出滾地球讓代跑的克里斯·柯格蘭出局，但自己依靠野手選擇上壘。隨後海沃德盜上二壘，再靠著揚·戈麥斯傳球給二壘手基普尼斯的失誤上盜三壘。哈維爾·巴耶茲試圖在兩好球後進行觸擊，結果點成界外球變兩出局。下一棒德克斯特·佛勒最終打成滾地球，被印地安人隊游擊手法蘭西斯科·林多爾驚人的守下傳一壘抓到第三個出局數，從而結束這個半局。阿羅魯迪斯·查普曼在九局下半回到投手丘上，及時解決了印地安人隊一二三棒卡洛斯·桑塔納、傑森·基普尼斯及法蘭西斯科·林多爾。
雙方在九局結束後以6：6戰成平手，但突然的暴雨導致因雨延遲了17分鐘。在延遲期間，小熊隊右外野手傑森·海沃德將隊友們召集到休息區後方的舉重室，並跟大家精神喊話「我們是最棒的棒球隊...因為某個原因...將我們聚在一起，而我們將贏下這場比賽。」
比賽重新開始後的十局上半，凱爾·舒瓦伯面對布萊恩·蕭首先擊出右半邊的一壘安打，隨後換上代跑阿爾伯特·阿爾莫拉。接著克里斯·布萊恩打出中外野的深遠飛球，幫助阿爾莫拉推進到二壘，該次跑壘被稱為「本季最精明的跑壘」。安東尼·瑞佐獲得故意保送後，班·佐布里斯特站上打擊區。佐布里斯特先前四個打數沒有安打，但這次他打出左外野方向的二壘安打，將阿爾莫拉送回本壘得分，並打破平局將比數改寫為7：6。佐布里斯特後來提到：「我知道他會投切球，我就只是站在打擊區等他的球，但很幸運的，他丟了一個非常靠近本壘板的球，然後我就沿著三壘邊線打過去，而這正是我要的。」
艾迪生·羅素獲得另一次故意保送後，替代羅斯捕手位上場的是米格爾·蒙特羅，他這個季後賽的打擊率僅0.091。然而他卻打出左半邊的一壘安打，送回瑞佐得分，將比數拉大到8：6。印地安人隊派出在第二戰及第五戰吞敗的崔佛·鮑爾接替蕭上場救援，先三振掉海沃德，再讓巴耶茲擊成飛球出局，成功避免比數差距擴大。
十局下半印地安人隊進攻，小熊隊叫上小卡爾·愛德華茲上場關門，但他在解決頭兩名打者麥克·拿坡里及荷西·拉米瑞茲後，卻保送了布蘭登·蓋耶爾，蓋耶爾更利用防守漏洞盜上二壘。拉傑·戴維斯延續他八局時英雄的表現，打出中間方向的一壘安打，將比分縮小為8：7一分差。梅登總教練接著派出了麥克·蒙哥馬利上場救援，後者生涯從未拿過救援成功。但蒙哥馬利成功讓第三戰跑回致勝分的邁克爾·馬丁內斯打出內野滾地球，隨後被三壘手布萊恩接到，傳向一壘的瑞佐封殺。比賽結束，世界大賽的勝利者也出爐，由小熊隊贏得冠軍，終結了108年以來的冠軍荒。班·佐布里斯特因在世界大賽打出打擊率3成57並在第七戰敲出致勝分，從而被選為世界大賽最有價值球員獎。

#### 第七戰後
瑞佐認為因雨延遲「是芝加哥小熊隊過去一百年來所發生之最重要的事件。我不認為我們有辦法在沒有這事的情形下贏得比賽勝利。」小熊隊總管西奧·艾普斯坦表示當他聽到海沃德所召開的會議後，「當時我在想，我們正要贏得這場比賽。」
小熊隊成為自1985年堪薩斯皇家隊以來，第一支在世界大賽中克服1勝3敗的劣勢獲得最後的冠軍。他們也是自1979年匹茲堡海盜隊以來第一支在第六戰及第七戰連勝的客場球隊、第二支在第七戰勝出的客場球隊。隔年休士頓太空人隊也於洛杉磯達成此事，而2019年華盛頓國民隊也在第七戰客場取勝擊敗休士頓太空人隊。小熊隊在第七戰取勝後，連同2008年美國聯盟冠軍賽及2013年美國聯盟外卡晉級賽，喬·梅登在季後賽對戰特里·弗蘭克納取得三勝零敗的戰績。本戰是世界大賽史上第六十場打到延長賽的比賽，也是史上第一次有客隊在第七戰延長賽取勝。前四次第七戰打到延長賽的世界大賽包括1912年、1924年、1991年以及1997年，這四次勝出的都是主場球隊。
印地安人隊輸掉這場比賽以後，他們現在是擁有最長冠軍荒的球隊（截至2023年已經長達75年），他們上次奪冠已是1948年，但是當本屆世界大賽開打之際，克里夫蘭體育魔咒就已因騎士隊在NBA總決賽中擊敗金州勇士隊後被打破，騎士隊也奪得克里夫蘭自1964年以來的首座冠軍獎盃。如同本次小熊隊的表現，騎士隊也是克服一勝三敗的劣勢，最終在第七戰中以客場球隊身分取勝 。

### 系列賽總比數
2016年世界大賽（4勝3敗）：芝加哥小熊隊（國聯）擊敗克里夫蘭印地安人隊（美聯）奪冠
| 芝加哥小熊隊 | 6 | 0 | 5 | 5 | 5 | 1 | 0 | 1 | 2 | 2 | 27 | 61 | 5 |
| 克里夫蘭印地安人隊 | 2 | 3 | 2 | 2 | 3 | 3 | 4 | 6 | 1 | 1 | 27 | 55 | 6 |
| 全壘打： 小熊隊：克里斯·布萊恩（2）、德克斯特·佛勒（2）、哈維爾·巴耶茲（1）、安東尼·瑞佐（1）、大衛·羅斯（1）、艾迪生·羅素（1） 印地安人隊：傑森·基普尼斯（2）、羅伯托·佩雷斯（2）、拉傑·戴維斯（1）、荷西·拉米瑞茲（1）、卡洛斯·桑塔納（1） 總觀眾人數： 277,603人 平均觀眾人數： 39,658人 勝隊球員份額： $368,871.59 敗隊球員份額： $261,804.65 |   |   |   |   |   |   |   |   |   |   |    |    |   |

## 轉播

### 電視轉播
美國的世界大賽轉播是由Fox負責，後者與美國職棒大聯盟有專屬轉播合約到2021年。喬·巴克擔任本次世界大賽的網路現場主播播報員，約翰·史摩茲是球評，而肯·羅森塔爾及湯姆·維爾達奇則是球場記者（field reporter）。福斯體育西語頻道也轉播了本次世界大賽，由卡洛斯·阿爾瓦雷斯（Carlos Álvarez）及杜納·桑切斯擔任播報員，並透過Fox的第二音訊頻道提供西語同步轉播。
加拿大地區的轉播是由羅渣士體育網（英語）及RDS（法語）負責。羅渣士體育網使用美國職棒大聯盟電視網國際頻道的視訊來源進行轉播；麥特·瓦斯加西安負責擔任美國職棒大聯盟國際頻道的主播播報員，並由多倫多藍鳥隊的主播巴克·馬丁尼茲擔任球評，而球場記者則是美國職棒大聯盟電視網記者勞倫·沙迪及球評馬克·德羅薩擔任。阿萊·烏瑟勞（Alain Usereau）及前蒙特婁博覽會隊球員馬克·格里芬（Marc Griffin）RDS的法語轉播。英國電信體育台負責英國及愛爾蘭等地的世界大賽現場轉播。WAPA-TV負責波多黎各地區的世界大賽轉播，拉斐爾·布雷斯羅擔任該台體育評論的主持人。

#### 收視率
初步報告通常使用「快速國家（fast national）」收視率，而這個數字還會進行修正。第七戰的觀眾數超過四千萬人，這是繼1991年世界大賽第七戰以來最多人觀看的一場棒球賽，同時也是自2009年以來，首度整個系列賽的平均收視率上雙位數。
| 場次 | 收視率 （家庭數） | 收視份額 （家庭數） | 美國觀眾數 （百萬人） | 來源    |
| ---- | ----------------- | ------------------- | --------------------- | ------- |
| 1    | 11.3              | 20                  | 19.37                 | [ 116 ] |
| 2    | 10.2              | 18                  | 17.40                 | [ 117 ] |
| 3    | 11.0              | 20                  | 19.38                 | [ 118 ] |
| 4    | 9.3               | 18                  | 16.71                 | [ 119 ] |
| 5    | 13.1              | 21                  | 23.64                 | [ 120 ] |
| 6    | 13.3              | 23                  | 23.40                 | [ 121 ] |
| 7    | 21.8              | 37                  | 40.05                 | [ 122 ] |
|      |                   |                     |                       |         |

### 廣播轉播
ESPN電台的國家網絡通過附屬電台播報世界大賽，主播及球評分別是丹·舒爾曼和亞倫·布恩。第一戰及第二戰部分的局數，還邀請坦帕灣光芒隊投手克理斯·亞契擔任來賓球評。

小熊隊球迷在瑞格利城（Wrigleyville）慶祝

在各地的廣播，這些隊伍的旗艦台會與他們的常規播報員一起轉播系列賽。克里夫蘭負責轉播印地人隊的是WTAM（1100）及WMMS（100.7），播報員是湯姆·漢密爾頓及吉姆·羅森浩斯；而在芝加哥負責轉播小熊隊的是WSCR（670），播報員是帕特·休斯、羅恩·庫默及萊恩·卡斯柏。根據合約，各隊伍區域無線電網絡的附屬電台有義務轉播ESPN國家廣播節目（national ESPN Radio feed）；但即便如此，由於WSCR和WTAM都是清晰頻道電台，因此美國東部和中西部的大多數地區都還是能收聽到當地廣播。

## 慶祝

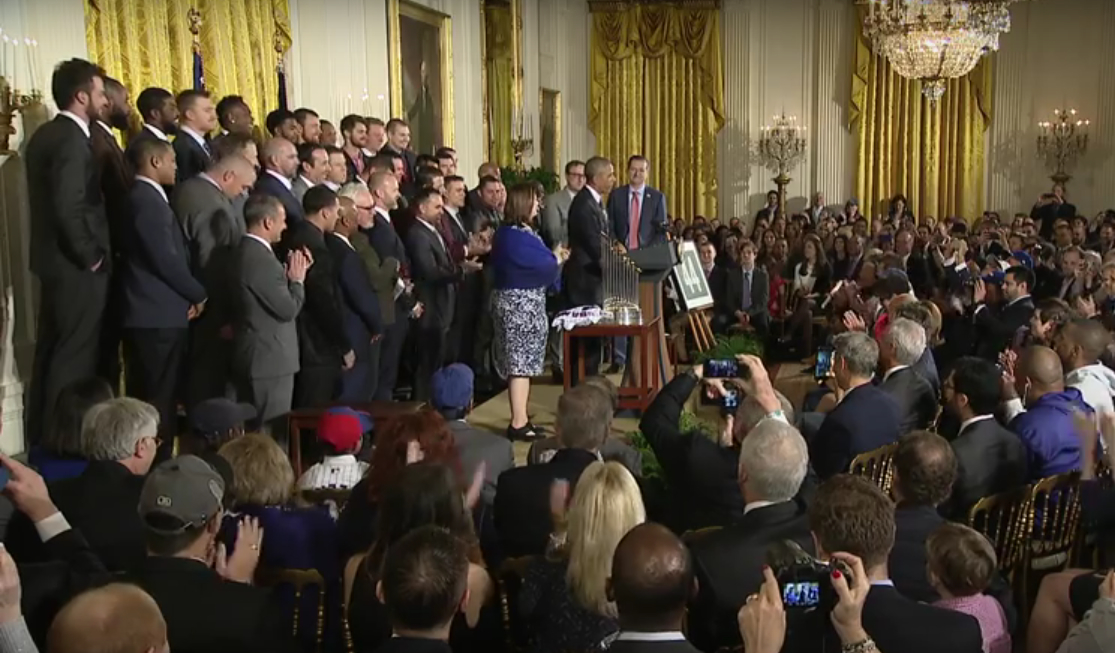
芝加哥小熊隊於2017年1月訪問白宮

第七戰勝出後，小熊隊球迷聚集在瑞格利球場外面與瑞格利城周圍慶祝奪冠。11月4日，小熊隊的奪冠遊行從瑞格利球場開始，然後沿著市區的湖岸大道（Lake Shore Drive）和密西根大道（Michigan Avenue）遊行，中午時抵達格蘭特公園舉辦大集會。鄉村歌手布雷特·埃德雷奇在大集會上演唱「去吧，小熊，去吧」。芝加哥市估計約有超過五百萬人參加世界大賽奪冠遊行及慶祝大集會，這將是人類史上最大的集會之一。季賽結束後，小熊隊決定進行兩次傳統的白宮拜訪之旅：他們先於2017年1月16日拜訪即將於該週卸任的巴拉克·歐巴馬總統，然後於2017年6月28日拜訪新上任的唐納·川普總統。

## 後續發展

### 小熊隊
小熊隊在2015年至2020年間持續取得的成功，是自死球時代以來最輝煌的，但在2016年以後，小熊隊就未能重演2016年10月的奇蹟。2017年的小熊隊雖然又再次打入國聯冠軍賽，但卻以一勝四敗輸給道奇隊，無力爭奪世界大賽冠軍 。2018年正規季賽結束時，小熊隊與密爾瓦基釀酒人隊並列分區第一，但卻在第163場的決勝加賽中輸掉，無緣在國聯中區三連霸。雖然他們後來在隔天的外卡晉級賽以主場身分，迎戰國聯西區第二的科羅拉多落磯隊，但還是在延長賽鏖戰13局後以1比2敗北。到了2019年，他們甚至無法晉級季後賽，但在因COVID-19而縮水的2020年賽季裡，他們又成功在國聯中區封王。但他們最終在外卡系列賽中遭到較弱的馬林魚隊兩場橫掃出局。
小熊隊2016年的冠軍陣容隨著時間推移正慢慢地解體，有些人成為自由球員、有些人被交易，還有些人則選擇高掛球鞋退休。德克斯特·佛勒繼2016年前曾幾乎與巴爾的摩金鶯隊簽約後，這次選擇在2016年至2017年間的休賽季與同區對手聖路易紅雀隊簽約。阿羅魯迪斯·查普曼以簽下史上後援投手最大約回歸洋基隊。2016年的冬季會議上，荷黑·索列爾和崔維斯·伍德被送出以換回全明星等級的終結者韋德·戴維斯，有效地頂替查普曼的位子。2016年世界大賽的第七戰對球迷們喜愛的大衛·羅斯來說也是球員生涯的最後一戰，之後他便宣布退休 。2019年賽季結束後，羅斯取代喬·梅登成為小熊隊總教練，梅登在接掌小熊隊兵符五年後與其分道揚鑣。米格爾·蒙特羅在公開抱怨因威爾遜·康崔拉斯的緊急情況影響上場時間後，他就在2017年賽季間被球隊交易到藍鳥隊以換回現金。2017年也是傑克·艾瑞亞特在小熊隊的最後一個賽季，之後他就和費城人隊簽下自由球員的約。約翰·雷基同樣在這年球季結束後退役。曾在2016年世界大賽助隊抓下最後一個出局數的麥克·蒙哥馬利，也在2019年交易大限前被交易到荷黑·索列爾所在的皇家隊。艾迪生·羅素在被前妻指控家暴後，他曾一度有希望的職業生涯就在2019年賽季後不被小熊隊續約的慘況中，化為泡影。世界大賽最有價值球員獎班·佐布里斯特也同樣在2019年賽季後選擇高掛球鞋退休。前總經理西奧·艾普斯坦在2020年11月20日也宣布離職，由杰德·霍耶接任。
2021年初，小熊隊宣布不與凱爾·舒瓦伯和亞伯特·艾摩拉兩人續約。6月底的一波11連敗後，小熊宣布將成為今年交易市場賣家；在7月底交易大限前，小熊於24小時內接連送走安東尼·瑞佐、哈維爾·巴耶茲和克里斯·布萊恩三大明星球員，自此小熊隊破咒奪冠班底僅剩王牌投捕搭檔凱爾·漢崔克斯與威爾遜·康崔拉斯，以及早已老化的傑克·艾瑞亞特和傑森·海沃德。

### 印地安人隊
對印地安人隊來說，2016年同樣是他們的高峰。他們在2017年正規賽季曾創下22連勝，距離大聯盟史上紀錄僅五場之遙 ，賽季結束以102勝60敗在美聯中區和整個美聯取得龍頭。然而他們在美聯分區賽上慘遭紐約洋基隊逆轉淘汰。隔年印地安人隊又在分區封王，但季後賽第一輪又遭太空人隊橫掃淘汰。印地安人隊也和小熊隊一樣，2019年沒能晉級季後賽，但在2020年重返，可是印地安人隊在2020年美國聯盟外卡晉級賽中再次敗給洋基隊。

## 註解
1. ↑  梅登在九局上半三壘有傑森·海沃德及兩好球的情形下，依然讓哈維爾·巴耶茲進行觸擊，導致後者觸擊成界外球而形成三好球出局，這個舉動也同樣遭受批評
2. ↑  Chapman, 28, said he felt ‘a little different’ in Game 7 and that fatigue affected him.
3. ↑  We're the best team in baseball. . . for a reason. . . Stick together and we're going to win this game.
4. ↑  savviest baserunning play of the season.
5. ↑  I was just battling, grinding up there. Fortunately, that last one he left over the plate and up to where I could just slap it down the line, and that was all I was trying to do.
6. ↑  the most important thing to happen to the Chicago Cubs in the past 100 years. I don't think there's any way we win the game without it.
7. ↑  Right then I thought, 'We're winning this game.
8. ↑  因為2014年舊金山巨人隊（英语：2016 San Francisco Giants season）也曾於客場擊敗堪薩斯皇家隊（英语：2014 Kansas City Royals season）
9. ↑  舉行地點為勇士隊主場所在地奧克蘭

小熊隊的球員們在贏得第七戰及世界大賽冠軍後，正在球場上慶祝

10. ↑  他是白襪隊球迷

## 外部連結
- 2016美國職棒大聯盟賽季賽程（页面存档备份，存于）
- 2016年季後賽賽程（页面存档备份，存于）